# هیپی
خرده‌فرهنگ «هیپی» (به انگلیسی: hippie) یکی از جنبش‌های اجتماعی جوانان بود که در دهه ۱۹۶۰ (میلادی) در ایالات متحده آمریکا آغاز شد و به نقاط دیگر دنیا گسترش یافت. سعیدی سیرجانی آن را با زندگی و حالات صوفیانه مقایسه کرده و این جریان را واکنش قهری و غریزی انسان در برابر تسلط ماشین و نیازهای گوناگون زندگی صنعتی و جامعه متمدن می‌داند.
هیپی پادفرهنگ دهه ۱۹۶۰ است، در اصل جنبش جوانی بود که در اواسط دهه ۱۹۶۰ در ایالات متحده آغاز شد و به دیگر کشورهای جهان رواج یافت. کلمه hippie از hipster آمده‌است و برای توصیف ضربان سازها که به دهکدهٔ گرینویچ نیویورک و منطقه Haight-Ashbury در سان فرانسیسکو نقل مکان کردند، استفاده شد. اصطلاح هیپی اولین بار در سانفرانسیسکو با هرب کین که روزنامه‌نگار سناریو سان فرانسیسکو بود، محبوبیت پیدا کرد.
منشأ اصطلاحات hip و hep نامشخص است. تا دهه ۱۹۴۰، هر دو بخشی از زبان عامیانه آمریکایی‌های آفریقایی شده بودند و به معنای «پیچیده، در حال حاضر شیک، کاملاً به روز» بودند. Beats اصطلاح hip را به تصویب رساند، و هیپی‌های اولیه زبان و ارزش‌های پادفرهنگی Beat را به ارث بردند. هیپی‌ها اجتماعات خود را ایجاد کردند، به موسیقی روانی گوش دادند، انقلاب جنسی را در آغوش گرفتند و بسیاری از داروهایی مانند ماری‌جوانا و LSD برای کشف حالات تغییر یافته آگاهی استفاده کردند.
مد و ارزش‌های هیپی تأثیر عمده‌ای بر فرهنگ گذاشت و موسیقی، تلویزیون، فیلم، ادبیات و هنرها را تحت تأثیر قرار داد. از دهه ۱۹۶۰، جامعه اصلی بسیاری از جنبه‌های فرهنگ هیپی را جذب کرده‌است. تنوع مذهبی و فرهنگی هیپی‌ها مورد حمایت گسترده‌ای قرار گرفته‌اند و نسخه‌های پاپ آنها از فلسفه شرقی و مفاهیم معنوی آسیا به مخاطبان بیشتری رسیده‌است.

## پیشینه
جیسی شیدلور، ویراستار اصلی آمریکایی فرهنگ لغت انگلیسی آکسفورد، باور دارد که اصطلاحات hipster و هیپی از واژه hip گرفته می‌شوند، که منشأ آن ناشناخته است. واژه hip به معنای «آگاه، در دانش» برای نخستین بار در کاریکاتور ۱۹۰۲ توسط تاد دورگان اثبات شده‌است و نخستین بار در یک رمان در سال ۱۹۰۴ توسط جورج وره هوبارت (۱۸۶۷–۱۹۶۷) ظاهر شد. جیم هیکی: یک داستان از غرفه‌های یک شب، جایی که یک شخصیت آفریقایی-آمریکایی از عبارات عامیانه «آیا شما hip هستید؟» استفاده می‌کند.
بنیادهای هیپی‌گری در تاریخ به دوران مزدک، اصلاح‌گر ایرانی می‌رسد. مزدک‌باوران مردم را به زندگی گروهی، آزادی جنسی، تقسیم منابع میان مردم، و گیاه‌خواری ترغیب می‌کردند که همگی کمابیش همانند اصول جنبش هیپی‌گری است.
در دوران معاصر در ژانویه ۱۹۶۷، همایشی به نام هیومن بی-این (Human Be-In) در پارک گلدن گیت شهر سان فرانسیسکو باعث محبوبیت فرهنگ هیپی‌گری شد.
این همایش به یک گردهمایی بعدی انجامید که تابستان عشق نام گرفت و بیش از صد هزار نفر در آن شرکت کردند.

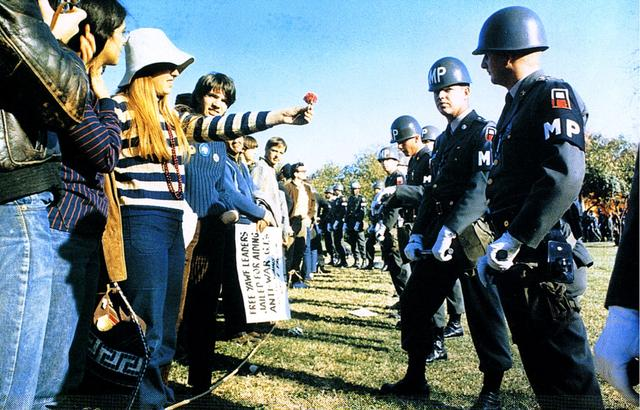
تظاهرات برای پایان دادن به جنگ ویتنام با دادن شاخه گل به پلیس ضد شورش، مارس ۱۹۶۷

## آغاز
این گروه که در آغاز در محله هِـیت-اَشبری شهر سان فرانسیسکو ایالت کالیفرنیا ساکن بودند در سال‌های ۱۹۶۶ و ۱۹۶۷ توجه جهانیان را جلب کردند.
علاقه هیپی‌ها به موسیقی سایکدلیک راک با دیگر ارزش‌های این خرده‌فرهنگ به‌ویژه با حاشیه‌گرایی و مصرف مواد مخدر تناسب داشت.
تجربه انواع روان‌گردان‌ها، داشتن موی بلند، جمع‌های قبیله مانند، شعار برای صلح، ستایش از دنیای عشق و آزادی، پرورش گل، موسیقی سبک اسید راک و راک و… از جمله فعالیت‌های این گروه بود که مورد توجه رسانه‌ها قرار گرفت.

## بینش
هیپی‌ها در دهه‌های ۱۹۶۰ و ۱۹۷۰ (سال‌های ۱۹۶۷ تا ۱۹۷۱) بیش از ۵۰۰ هزار نفر از جوانان هیپی در آمریکا با گریز از خانه تلاش کردند تا با زندگی در جوامع تجربی و گرایش به زندگی اشتراکی، آرمان‌شهر خود را زنده کنند. دامنه جامعه‌های اشتراکی آنها، که از گوشه‌های پَرت کالیفرنیا ریشه گرفته بود، به دیگر جاها نیز کشیده شد. آن‌ها با رویگرداندن از زندگی سودپرستانه بورژوایی و ترک‌ خانه و زندگی در گروه‌های خانوادگی می‌خواستند به رشد معنوی و روحی برسند. برای آن‌ها گذشته در حد غیرقابل بخششی به نیروهای سرکوب‌گر وابسته بود و جامعه باید دوباره از نو ساخته می‌شد. در جامعه برابری طلب آن‌ها اثری از سلسله مراتب سلطه، پدرسالاری، نژادپرستی، نیازهای کاذب، مصرف‌گرایی، بیگانگی و ادیان سازمان یافته وجود نداشت. آن‌ها می‌خواستند به جای وابستگی و تماس اجتماعی، هویت ویژه خود را خلق کنند. برای نوجوانان فراری، آزادی و رهایی با بینش آن‌ها از خویش و جامعه‌ای به دور از محدودیت‌های زندگی خانوادگی و مالکیت خصوصی ارتباط نزدیکی داشت.
درونمایه این بینش، حمله بی‌سابقه به تعریف معمول خانواده به عنوان سیستم عامل نظم اجتماعی بود. فلسفه عشق آزاد صرفاً آزادگرایی نبود. بلکه بیان شورش علیه تک‌همسری بود. زیرا به عقیده آنان، تک‌همسری دست و پا بند بود. زیرا همان‌طور که مصرف‌گرایی باعث پیدایش حس حسادت می‌شود تک‌همسری نیز باعث وسوسه و احساسات سرکوب شده و پرورش زنان عصبی و برده‌وار در محیط خانه می‌شود. این جوامع تلاش می‌کردند فراتر از مرزهای قانونی و اخلاقی جامعه سرمایه‌داری تشکیل شوند. و این گونه هم نبوده که عهدی نسبت به ازدواجشان ندارد و به گونه‌ای هم زیستی است.

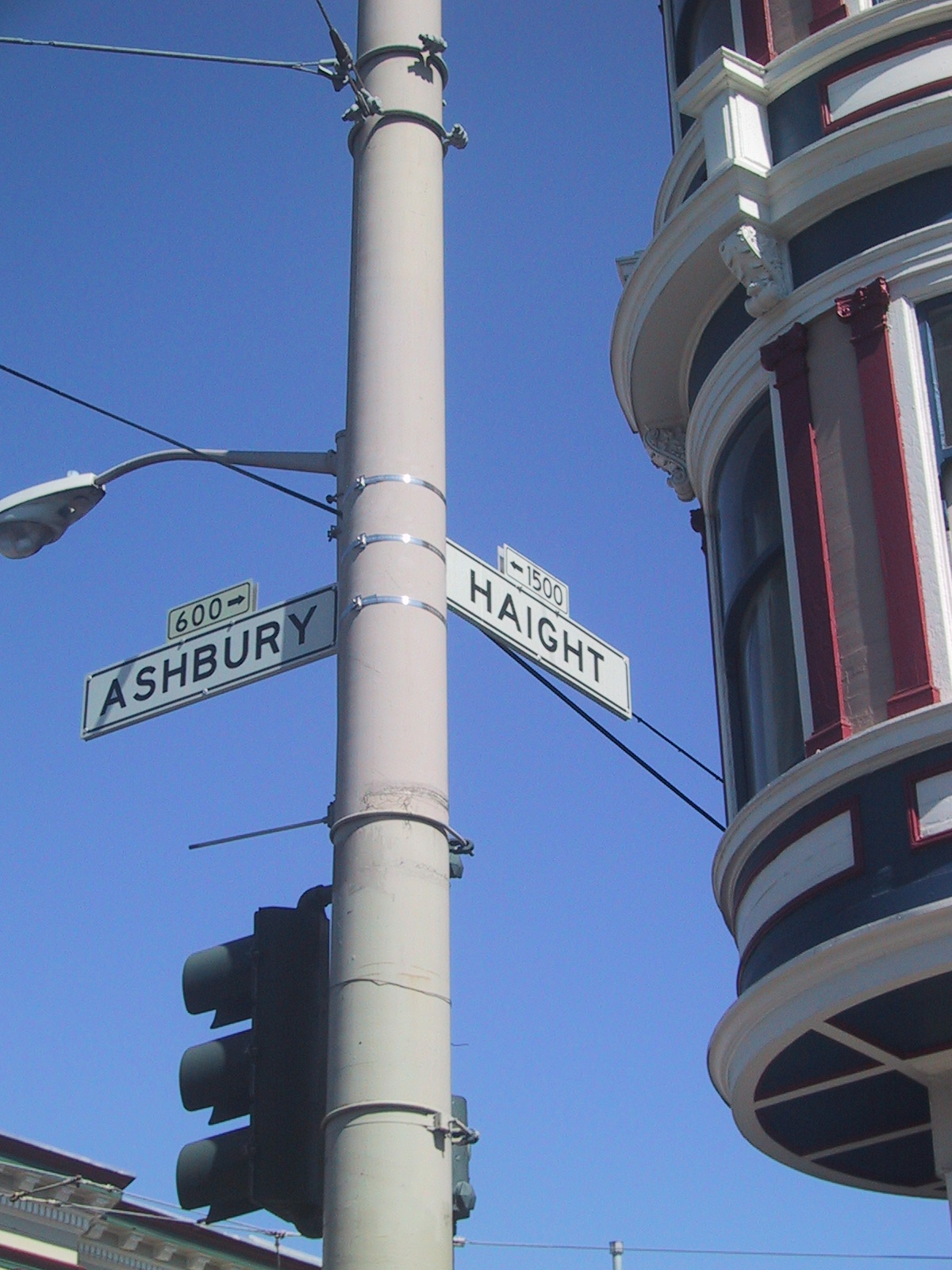
تقاطع خیابان‌های‌هایت و اَشبِری در سان فرانسیسکو، محل اصلی قرار ملاقات تابستان عشق

## حرکت‌های عملی
گروهی به نام «دیگرز» (برگرفته از نام کشاورزان سوسیالیست در جنگ‌های داخلی انگلستان) آغاز به ارائه خدمات روحی و اجتماعی به نوجوانان فراری کرد. یک گروه دانشجویی، یک گروه جنگ چریکی شهری به نام «ارتش رهایی‌بخش سیمبیونس» را تشکیل دادند.

## سینما
یک جلوه هنری بسیار گویا از این ایده فیلم «مرد حصیری» ساخته رابین هاردی محصول ۱۹۷۳ براساس کتاب آیین نوشته دیوید پینر در ۱۹۶۷ است. داستان فیلم در مناطق کوهستانی و دورافتاده اسکاتلند اتفاق می‌افتد. جاییکه عشق آزاد به عنوان یک آیین مذهبی محترم شمرده می‌شود و در برابر مسیحیت سختگیرانه، آزادی دوران بت‌پرستی رواج دارد.

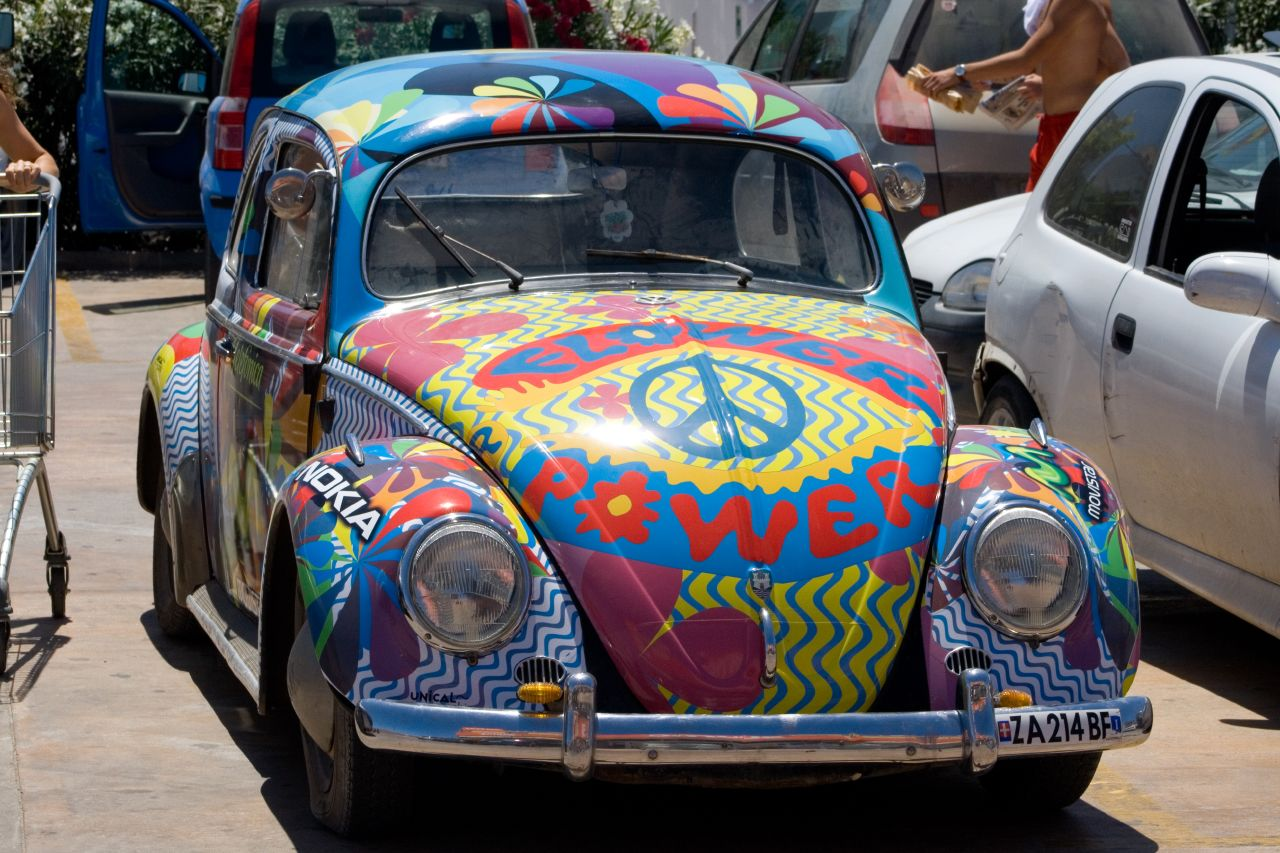
فولکس قورباغه‌ای با طراحی هیپی

## تأثیر اجتماعی
سبک لباس و رفتار و ارزش‌های هیپی‌ها تأثیر زیادی بر فرهنگ جهان از طریق موسیقی، تلویزیون، فیلم، ادبیات و هنر گذاشت. از دهه ۱۹۶۰ به این‌سو نمودهایی گوناگونی از فرهنگ هیپی‌ها در فرهنگ عمومی برخی جوامع پذیرفته شده‌است. برای نمونه پذیرش گونه‌گونی فرهنگی و مذهبی که هیپی‌ها به آن معتقدند در جوامع بسیاری پذیرفته شد.
گرایش به فلسفه خاور دور و مفاهیم روحانی نیز که مورد اقبال هیپی‌هاست مخاطبان زیادی در جامعه به‌طور کل یافته‌است.
برگزاری جشنواره‌های موسیقی و آزادی‌های جنسی و استفاده از غذای سالم و بدون کود شیمیایی از دیگر جنبه‌های هیپی‌گری است که در جوامع غربی محبوبیت یافته‌است.
در اوج جنگ ویتنام هر فرد فراری از خانه، مانند زندانیان و کسانی که از خدمت سربازی می‌گریختند بدون توجه به انگیزه، نوعی موقعیت سیاسی پیدا می‌کرد.
نگرانی شدید افکار عمومی آمریکا در مورد گسترش این پدیده موجب تصویب قانون فراریان جوان در کنگره ایالات متحده آمریکا در سال ۱۹۷۴ بود.

## معماری
سبک «مدرنیسم هیپی» با طراحی گنبدهای متحرک، اشکال و حجم‌های دایره‌ای و نرم از مشخصه‌های این سبک هستند که در تقابل با ساختمان‌های خشک و زاویه داری طراحی می‌شوند که معمولاً وابسته به مدرنیسم دیوانسالاری انگاشته می‌شوند.

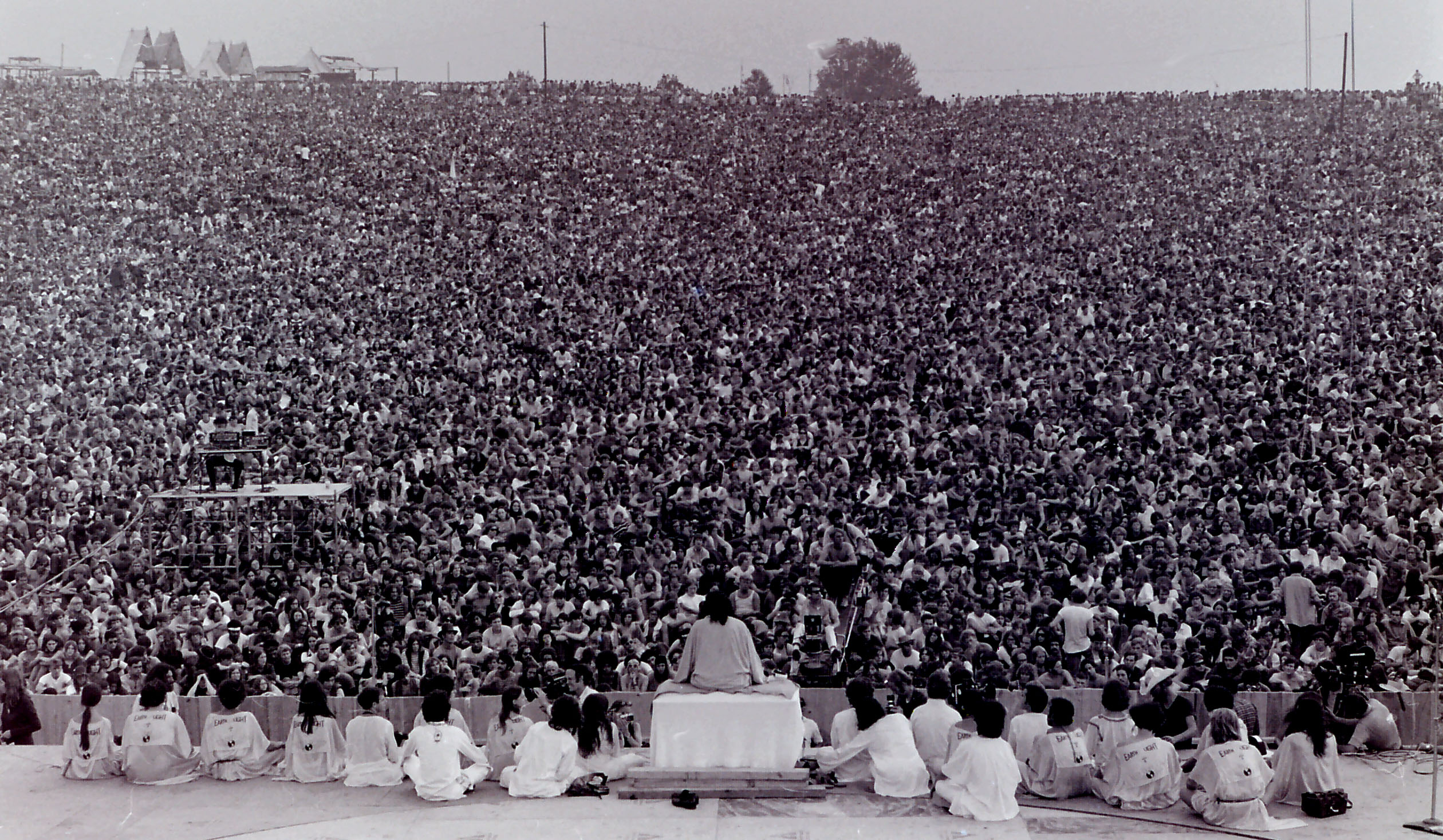
سوامی ساتچیداناندا، سخنران نخست وودستاک، ۱۹۶۹

## شکل‌دهی به شرکت‌های بزرگ

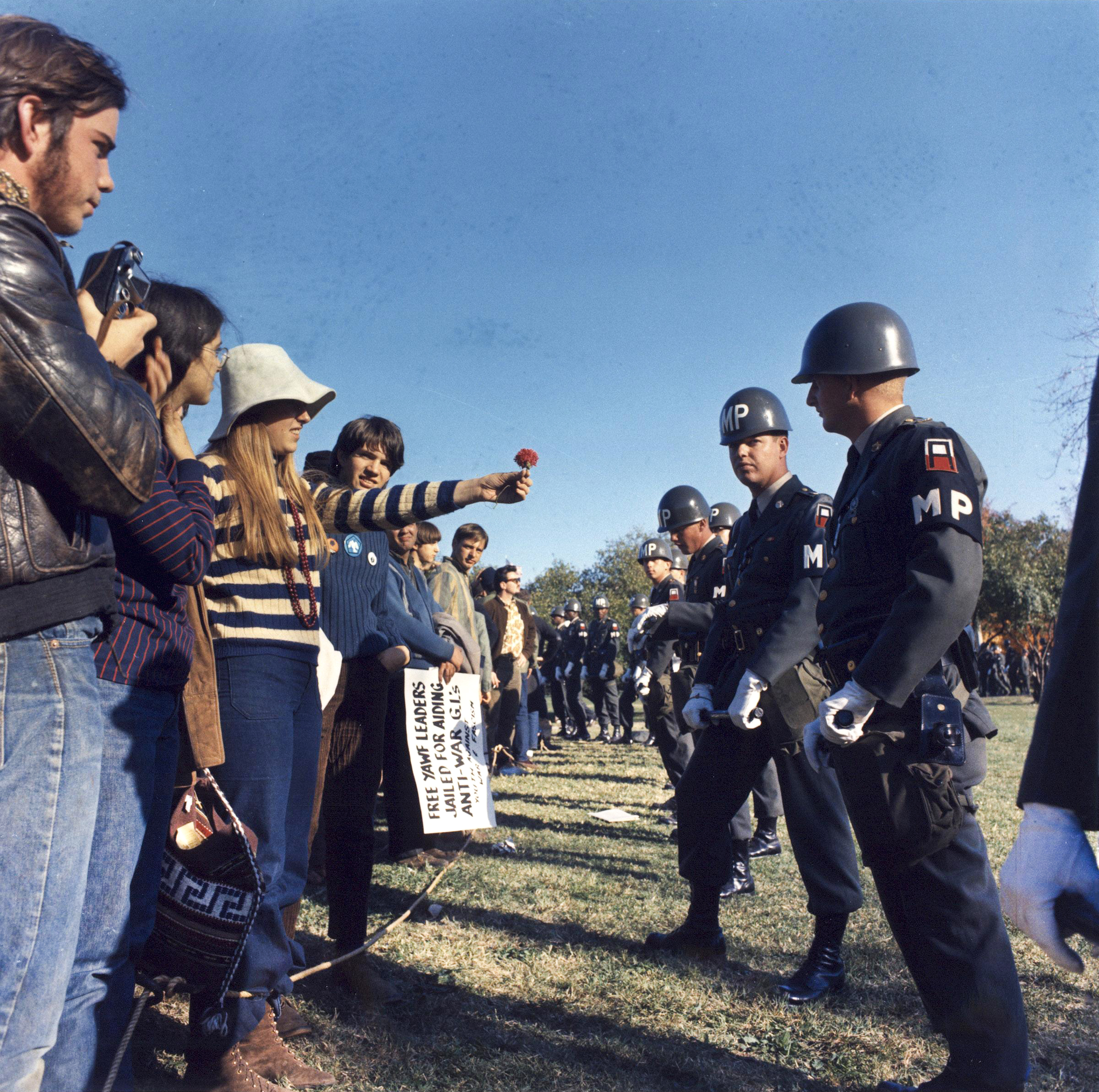
یک تظاهر کننده زن در حین تظاهرات ضد ویتنامی، یک گل به پلیس نظامی در گارد در پنتاگون ارائه می دهد. آرلینگتون، ویرجینیا، ایالات‌متحده

پس از آنکه این جوامع (کومون‌ها) از هم پاشیدند طراحی رادیکال آن‌ها به حیات خود ادامه داد و یکی از منابع الهام در شکل‌گیری شرکت‌های بزرگ اقتصادی جدید شد که این جوامع از آن گریزان بودند. شرکت‌های بزرگی مانند اپل، مایکروسافت، گوگل و حتی نمونه امروزی‌تر آن‌ها فیس‌بوک با استفاده از اصل امکان سلطه مطلق یک نفر در یک جامعه کاملاً برابر، آغاز به انحصار بازار و فضای مجازی کردند. این انتقال تدریجی از پادفرهنگ به فرهنگ سایبری به خوبی در «کاتالوگ تمامی زمین» نوشته استوارت برند بین سال‌های ۱۹۶۸ تا ۱۹۷۱ بیان شده‌است. استیو جابز این کاتالوگ‌ها را «گوگل در نسخه کتاب جیبی» توصیف کرده بود.
با وجود این‌که شرکت‌های اپل و گوگل در طراحی ساختمان‌های خود از ایده کمون‌های آزاد الهام گرفته‌اند اما فضای داخلی آن‌ها به شدت خصوصی و سلسله مراتبی است. یعنی ساختار کمونی آن تنها برای افراد بسیار محدودی فراهم است.

## نگارخانه

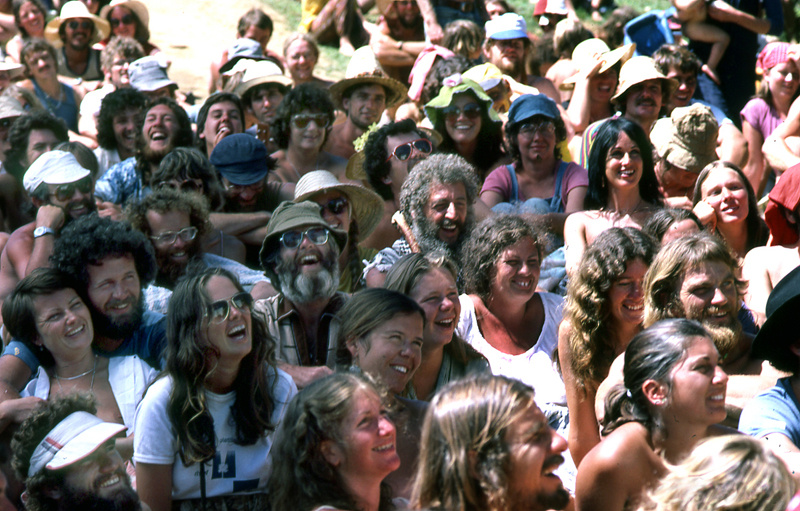
جشنواره‌ای در نیوزیلند ۱۹۸۱
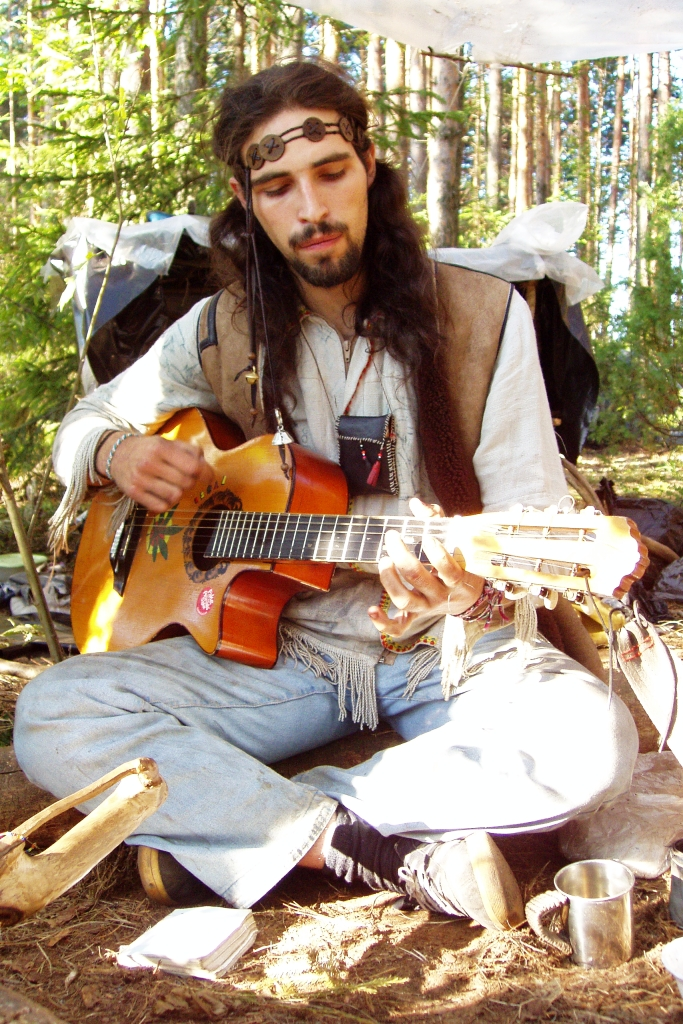
خواننده‌ای از یک جنبش هیپی مدرن در روسیه، ۲۰۰۵
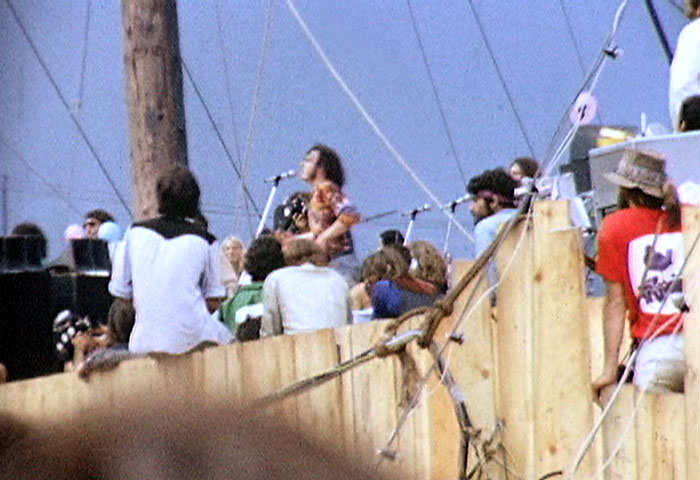
جو کاکر در نمایشگاه وودستاک، ۱۹۶۹
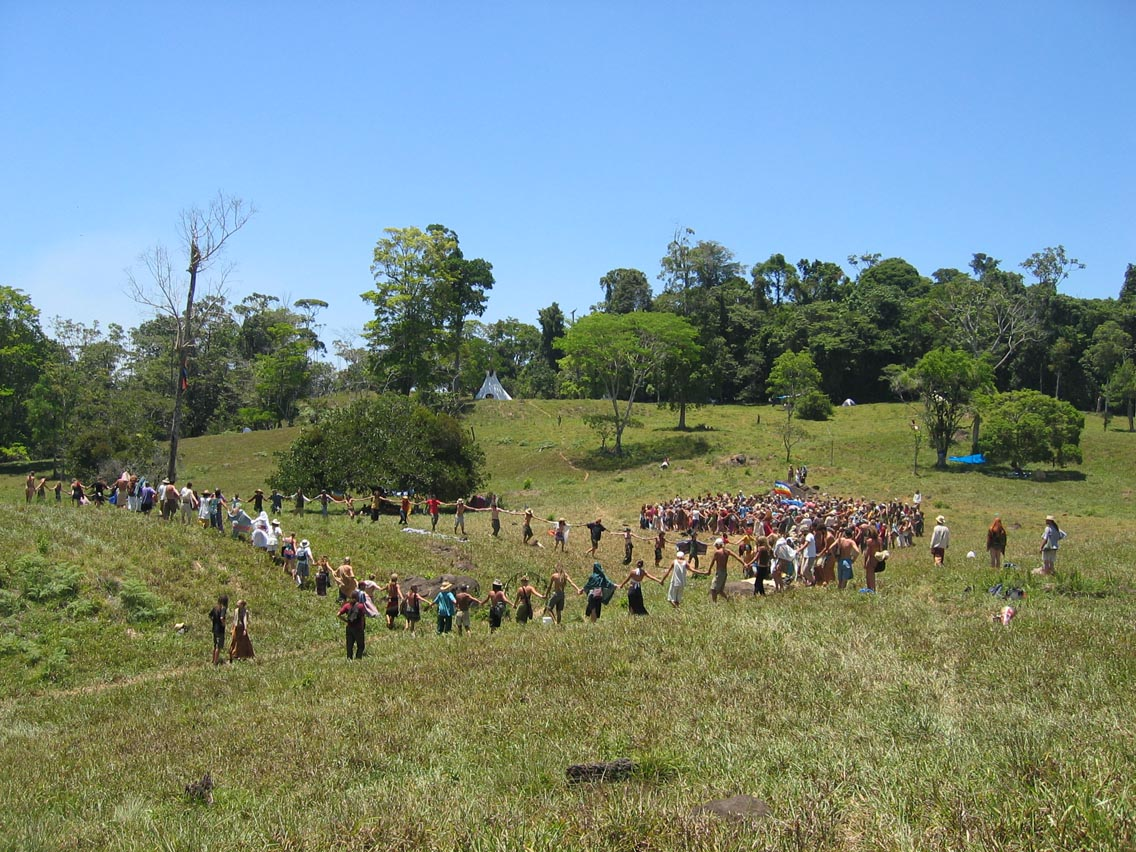
یک گردهمایی در سال ۲۰۰۶